# Romulus (software)
Il modellatore solido Romulus (b-rep solid modeler) (o semplicemente Romulus) è stato distribuito nel 1982 da Ian Braid, Charles Lang e il Shape Data team a Cambridge, Gran Bretagna.
È stato il primo software commerciale di modellazione solida Geometrica progettato per l'integrazione semplice nei software CAD.

Romulus incorporava il modulo CAM-I AIS 
 
(Computer Aided Manufacturers International's Application Interface Specification), ed era il solo modellatore solido (diversamente dai suoi successori Parasolid e ACIS) che offriva sempre API standard di terze parti per facilitare una integrazione di alto livello in un programma ospite CAD (host CAD).

Romulus è stato rapidamente messo in commercio da Siemens, HP ed altri venditori di software CAD.